# L'ultima poesia
L'ultima poesia è un singolo del rapper italiano Geolier e del cantante italiano Ultimo, pubblicato il 22 marzo 2024 come secondo estratto dal terzo album in studio di Geolier Dio lo sa.

## Video musicale
Il video musicale è stato reso disponibile in concomitanza del lancio del singolo sul canale YouTube del rapper.

## Tracce
Testi di Davide Petrella, Emanuele Palumbo e Niccolò Moriconi, musiche di Alessandro Merli, Davide Petrella, Emanuele Palumbo, Fabio Clemente, Gennaro Petito e Julien Boverod.
1. L'ultima poesia – 3:48

## Classifiche

### Classifiche settimanali
| Classifica (2024) | Posizione massima |
| ----------------- | ----------------- |
| Italia            | 1                 |

### Classifiche di fine anno
| Classifica (2024) | Posizione |
| ----------------- | --------- |
| Italia            | 7         |